# União das Freguesias de Monção e Troviscoso
Die União das Freguesias de Monção e Troviscoso ist eine portugiesische Gemeinde (Freguesia) im Kreis (Concelho) Monção im Nordwesten Portugals.

## Geschichte
Die Gemeinde entstand im Zuge der Gebietsreform vom 29. September 2013 durch die Zusammenlegung der ehemaligen Gemeinden Monção und Troviscoso. Monção wurde Sitz der neuen Verwaltung.

## Demographie
| Freguesia | Freguesia           | Freguesia | Freguesia       | ehemalige Freguesias | ehemalige Freguesias | ehemalige Freguesias | ehemalige Freguesias |
| --------- | ------------------- | --------- | --------------- | -------------------- | -------------------- | -------------------- | -------------------- |
| Wappen    | Freguesia           | Einwohner | Fläche in (km²) | Wappen               | Freguesia            | Einwohner            | Fläche in (km²)      |
|           | Monção e Troviscoso | 3277      | 8,68            |                      | Monção               | 2476                 | 2,97                 |
|           | Monção e Troviscoso | 3277      | 8,68            | Troviscoso           | 1066                 | 5,71                 |                      |